# United Party

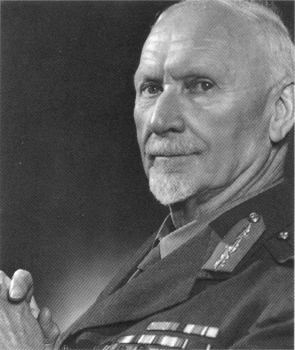
Jan Smuts, drivande kraft bakom UP:s bildande 1934 och själv partiledare 1939-1950.

United Party, United South African National Party, UP, var ett politiskt parti i Sydafrika som innehade regeringsställning från bildandet 1934 till 1948, då partiet förlorade makten och därefter befann i opposition under apartheidtiden. Partiets hade starkast stöd bland engelsktalande vita, samt färgade, och vann alla regionala val i Natal-provinsen mellan 1948 och 1981.

## Bakgrund
Partiet bildades under en regeringskris 1934 genom en sammanslagning av premiärminister James Hertzogs National Party (NP) och Jan Smuts oppositionsparti, South African Party (SAP). Partiets officiella namn blev United National South African Party, men kallades i folkmun för United Party. Sammanslagningen föranledde att en grupp radikala nationalister under inrikesminister Daniel Malan lämnade regeringen för att bilda GNP, det senare ökända Nationalistpartiet. En majoritet inom United Party förde 1939 Sydafrika in i andra världskriget, vilket ledde till stort missnöje bland afrikaaner, varav många av tyskt ursprung, och resulterade i att Hertzog och hans anhängare lämnade regeringen för att återansluta sig till GNP, som bytte namn till återförenade NP. Jan Smuts övertog premiärministerämbetet, en post han innehade fram tills valförlusten 1948. Under denna tid försökte partiet förbättra sammanhållningen mellan engelsktalande vita och afrikaanstalande vita. Partiet vann sin sista seger i det allmänna valet 1943, med 107 av 152 mandat.

## Historia
Partiet förlorade regeringsmakten till det återförenade NP 1948. Efter kriget hade partiets och Smuts popularitet sjunkit och många engelsktalande hade blivit missnöjda med dess politik. Efter valförlusten till Malans nationalister så dog Smuts strax därefter, 1950. Han efterträddes av JGN Strauss, som i sin tur efterträddes av De Villiers Graaff 1956. De nya ledarna drev in på en tydligt populistisk linje och kom att motsätta sig "överlämnandet" av stora markområden till de svarta hemländerna samt genom att ifrågasätta den officiellt neutrala hållningen i Rhodesiafrågan och kräva uppriktigt stöd till Ian Smiths regim.
UP:s roll under apartheid var högst heterogen. Partiet stod i opposition mot NP:s rasåtskillnadslinje, men var inte för majoritetsstyre. Som mest var man villig att acceptera en symbolisk representation för landets svarta befolkning, där de tre vita representanterna från kapprovinsen som (fram till 1960 då systemet avskaffades av NP) valdes av en liten mängd svarta väljare även kunde få motsvarigheter i de andra provinserna. Graaf tänkte sig cirka åtta stycken sådana representanter, och öppnade för att dessa platser i framtiden skulle kunna innehas av svarta politiker. Denna linje förkastades både av Nationalistpartiet, som eftersträvade största möjliga åtskillnad mellan rasgrupperna, och av liberaler som ansåg den som otillräcklig.
UP förlorade genom åren stora mängder av röster på grund av valkretsbyten och på att engelskspråkiga vita gick över till antingen Nationalistpartiet eller renodlat liberala partier. Att färgade, som i stor utsträckning var lojala UP-väljare, togs bort från de allmänna röstlängderna under 1950-talet bidrog också till att försvaga partiet; med undantag endast för valet 1970 minskade partiets antal mandat i parlamentet i varje val efter 1948. Även om röstsplittringen kom att tära på UP:s väljarstöd kunde partiet dock genom majoritetsvalen behålla en förhärskande ställning inom oppositionen in på 1970-talet, även om det styrande Nationalistpartiet successivt stärkte sin parlamentariska majoritet på partiets bekostnad.

## Nedgång
Det fanns emellertid motsättningar mellan den konservativa majoriteten och en mindre liberal falang. De liberala ville ha ett tydligare motstånd mot apartheid. En första utbrytning skedde då en grupp ledamöter, inklusive Helen Suzman, lämnade 1959 för att bilda Progressive Party (PP), ett renodlat antiapartheidparti. Elva av United Partys femtiotre parlamentsledamöter gick över till det nya partiet. Suzman var dock den enda av PP:s kandidater som lyckades vinna sin valkrets 1961. Övriga utbrytare förlorade sina mandat till UP eller NP och detta avskräckte sannolikt fler liberaler från att lämna United Party.
De interna konflikterna blossade upp igen på 1970-talet. 1972 vann Harry Swartz, ledare för partiets liberala falang, positionen som provinsledare i Transvaal. Hans vinst över den mer konservativa Marais Steyn var ett tydligt styrkebesked från liberalerna. Efter att ha öppet ställt sig bakom krav på demokratiska reformer så uteslöts Swartz och hans närmast förtrogna från partiet 1975, varpå ett stort antal andra medlemmar hoppade av i protest. De bildade Reformpartiet som senare gick samman med Suzmans parti, samt ytterligare ett utbrytarparti från UP, för att bilda Progressiva Federala Partiet. Detta blev början till slutet för UP och en omdaning av oppositionspolitiken i Sydafrika. Stödet för UP, som omorganiserades till New Republic Party (NRP), kollapsade i princip utanför Natal i valet 1977, där bara 10 av 41 mandat behölls. Därmed miste partiet sin ställning som största oppositionsparti till Progressive Federal Party, det tidigare PP.
Under sina sista år försökte NRP etablera en medelväg mellan NP och PFP, och med den strategin vann partiet åtta mandat i valet 1981. Den reformlinje som det styrande Nationalistpartiet drev in på under 1980-talet försvårade dock detta arbete och tillät NP att göra inbrytningar i partiets kvarvarande väljarkår. NRP befann sig nu i ett snabbt stadium av sönderfall och vann bara en plats i parlamentet i valet 1987. Partiet upplöstes 1988, men behöll sitt sista mandat fram till 1989 års val.